# Cambes (Lot)
Cambes é uma comuna francesa na região administrativa de Occitânia, no departamento de Lot. Estende-se por uma área de 6,57 km². Em 2010 a comuna tinha 383 habitantes (densidade: 58,3 hab./km²).